# Сапукай
Сапукай (исп. Sapucaí) — город и центр одноименного округа в Парагвае департамента Парагуари.
Расположен в долине окруженной горами приблизительно в 92 км от столицы страны города Асунсьон. Статус города с 1910.

## Демография
| Год                | 1992  | 2002  | 2012  |
| ------------------ | ----- | ----- | ----- |
| Количество жителей | 1 422 | 1 863 | 2 354 |

Подавляющее большинство населения занято в сельском хозяйстве, выращиванием люцерны, хлопка, маниоки, сахарного тростника и др. Важным направлением деятельности в этой области является также пчеловодство. Разводится поголовье крупного рогатого скота, лошадей и овец.
В городе имеется знаменитое «кладбище паровозов».